# Austrália nos Jogos Olímpicos de Verão de 2020
A Austrália está representada nos Jogos Olímpicos de Verão de 2020 por um total de 472 desportistas que competem em 30 desportos. Responsável pela equipa olímpica é o Comitê Olímpico Australiano, bem como as federações desportivas nacionais da cada desporto com participação.
Os portadores da bandeira na cerimónia de abertura foram o jogador de basquetebol Patty Mills e a nadadora Cate Campbell.

## Medalhistas
A equipa olímpica da Austrália tem obtido seguintes medalhas:
| Nome                                                            | Desporto            | Competição                   |
| --------------------------------------------------------------- | ------------------- | ---------------------------- |
| Ouro                                                            |                     |                              |
| Logan Martin                                                    | Ciclismo BMX        | Estilo livre M               |
| Izaac Stubblety-Cook                                            | Natação             | 200 m bruços M               |
| Emma McKeon                                                     | Natação             | 50 m livre F                 |
| Emma McKeon                                                     | Natação             | 100 m livre F                |
| Ariarne Titmus                                                  | Natação             | 200 m livre F                |
| Ariarne Titmus                                                  | Natação             | 400 m livre F                |
| Kaylee McKeown                                                  | Natação             | 100 m costas F               |
| Kaylee McKeown                                                  | Natação             | 200 m costas F               |
| Bronte Campbell Meg Harris Emma McKeon Cate Campbell            | Natação             | 4×100 m livre F              |
| Kaylee McKeown Chelsea Hodges Emma McKeon Cate Campbell         | Natação             | 4×100 m estilos F            |
| Jessica Fox                                                     | Canoagem em slalom  | C1 individual F              |
| Alexander Purnell Spencer Turrin Jack Hargreaves Alexander Hill | Remo                | Quatro sem timoneiro (M4-) M |
| Lucy Stephan Rosemary Popa Jessica Morrison Annabelle McIntyre  | Remo                | Quatro sem timoneiro (W4-) F |
| Matthew Wearn                                                   | Vela                | Laser M                      |
| Prata                                                           |                     |                              |
| Kyle Chalmers                                                   | Natação             | 100 m livre M                |
| Jack McLoughlin                                                 | Natação             | 400 m livre M                |
| Ariarne Titmus                                                  | Natação             | 800 m livre F                |
| Bronze                                                          |                     |                              |
| Rohan Dennis                                                    | Ciclismo em estrada | Contrarrelógio M             |
| Brendon Smith                                                   | Natação             | 400 m estilos M              |
| Matthew Temple Zac Incerti Alexander Graham Kyle Chalmers       | Natação             | 4×100 m livre M              |
| Alexander Graham Kyle Chalmers Zac Incerti Thomas Neill         | Natação             | 4×200 m livre M              |
| Cate Campbell                                                   | Natação             | 100 m livre F                |
| Emily Seebohm                                                   | Natação             | 200 m costas F               |
| Emma McKeon                                                     | Natação             | 100 m borboleta F            |
| Ariarne Titmus Emma McKeon Madison Wilson Leah Neale            | Natação             | 4×200 m livre F              |
| Kaylee McKeown Izaac Stubblety-Cook Matthew Tempere Emma McKeon | Natação             | 4×100 m estilos misto        |
| Jessica Fox                                                     | Canoagem em slalom  | K1 F                         |
| Jack Cleary Caleb Antill Cameron Girdlestone Luke Letcher       | Remo                | Quatro scull (M4X) M         |
| Ria Thompson Rowena Meredith Harriet Hudson Caitlin Cronin      | Remo                | Quatro scull (W4X) F         |
| Owen Wright                                                     | Surf                | Individual M                 |
| Ashleigh Barty John Peers                                       | Tênis               | Duplas misto                 |